# Berthegon
Berthegon és un municipi francès situat al departament de la Viena i a la regió de la Nova Aquitània. L'any 2007 tenia 273 habitants.

## Demografia

### Població
El 2007 la població de fet de Berthegon era de 273 persones. Hi havia 121 famílies de les quals 43 eren unipersonals (27 homes vivint sols i 16 dones vivint soles), 51 parelles sense fills, 23 parelles amb fills i 4 famílies monoparentals amb fills.
La població ha evolucionat segons el següent gràfic:
Habitants censats

### Habitatges
El 2007 hi havia 159 habitatges, 123 eren l'habitatge principal de la família, 29 eren segones residències i 7 estaven desocupats. 157 eren cases i 1 era un apartament. Dels 123 habitatges principals, 107 estaven ocupats pels seus propietaris, 11 estaven llogats i ocupats pels llogaters i 6 estaven cedits a títol gratuït; 1 tenia una cambra, 11 en tenien dues, 30 en tenien tres, 29 en tenien quatre i 52 en tenien cinc o més. 81 habitatges disposaven pel capbaix d'una plaça de pàrquing. A 45 habitatges hi havia un automòbil i a 59 n'hi havia dos o més.

### Piràmide de població
La piràmide de població per edats i sexe el 2009 era:
| Homes | Edats   | Dones |
| ----- | ------- | ----- |
| 0     | 95 o +  | 0     |
| 0     | 90 a 94 | 8     |
| 8     | 85 a 89 | 12    |
| 0     | 80 a 84 | 0     |
| 0     | 75 a 79 | 12    |
| 16    | 70 a 74 | 8     |
| 4     | 65 a 69 | 12    |
| 12    | 60 a 64 | 16    |
| 4     | 55 a 59 | 4     |
| 0     | 50 a 54 | 8     |
| 16    | 45 a 49 | 12    |
| 8     | 40 a 44 | 4     |
| 4     | 35 a 39 | 12    |
| 16    | 30 a 34 | 0     |
| 12    | 25 a 29 | 8     |
| 4     | 20 a 24 | 4     |
| 0     | 15 a 19 | 4     |
| 8     | 10 a 14 | 12    |
| 8     | 5 a 9   | 4     |
| 4     | 0 a 4   | 8     |

## Economia
El 2007 la població en edat de treballar era de 147 persones, 102 eren actives i 45 eren inactives. De les 102 persones actives 85 estaven ocupades (53 homes i 32 dones) i 17 estaven aturades (5 homes i 12 dones). De les 45 persones inactives 15 estaven jubilades, 10 estaven estudiant i 20 estaven classificades com a «altres inactius».

### Ingressos
El 2009 a Berthegon hi havia 131 unitats fiscals que integraven 297 persones, la mediana anual d'ingressos fiscals per persona era de 13.339 €.

### Activitats econòmiques
Dels 11 establiments que hi havia el 2007, 1 era d'una empresa extractiva, 2 d'empreses de fabricació d'altres productes industrials, 4 d'empreses de construcció, 2 d'empreses de comerç i reparació d'automòbils i 2 d'empreses de serveis.
Dels 3 establiments de servei als particulars que hi havia el 2009, 1 era un paleta, 1 guixaire pintor i 1 electricista.
L'any 2000 a Berthegon hi havia 6 explotacions agrícoles.

## Poblacions més properes
El següent diagrama mostra les poblacions més properes.